# Prosotsáni
Prosotsáni är en kommunhuvudort i Grekland.   Den ligger i prefekturen Nomós Drámas och regionen Östra Makedonien och Thrakien, i den nordöstra delen av landet, 400 km norr om huvudstaden Aten. Prosotsáni ligger 139 meter över havet och antalet invånare är 4 021.
Terrängen runt Prosotsáni är varierad. Runt Prosotsáni är det ganska tätbefolkat, med 80 invånare per kvadratkilometer. Närmaste större samhälle är Dráma, 15,5 km öster om Prosotsáni. Trakten runt Prosotsáni består till största delen av jordbruksmark.